# Lara Gasparotto
Lara Gasparotto (Luik, 1989) is een Belgisch fotograaf.
Ze studeerde fotografie in haar geboortestad aan École supérieure des Arts Saint-Luc de Liège. Ze woont en werkt in Brussel. Gasparotto wordt vertegenwoordigd door de Antwerpse galerie Stieglitz 19.

## Stijl en werk
Lara Gasparotto documenteert op een spontane manier plekken waar ze komt, haar vrienden en haar reizen. Ze wisselt zwart-witbeelden af met kleurrijke foto's.
View Photography Magazine bestempelde Gasparotto in 2009 als een van de 'Emerging Talents'. Dat zelfde jaar toonde ze haar werk op de vierde Biennale de Photographie en Condroz in de groepstentoonstelling Sweet Sixteen.
Op de achtste editie van Biennale internationale de la Photographie et des Arts visuels de Liège (BIP2012), in 2012, stelde ze solo tentoon.
Lara Gasparotto was een van de twaalf artiesten die werd geportretteerd in het Canvas-programma Hopen op de goden (2017). In de tweede aflevering over fotografie werd haar reis naar Oekraïne gedocumenteerd.
In 2017 nam ze deel aan de groepstentoonstelling 'Ecce Homo', een kunstparcours door Antwerpen. In de leegstaande Fierensblokken bracht ze foto's rechtstreeks aan op het oude behangpapier.

## Tentoonstellingen (selectie)
- Sweet Sixteen, Biennale de Photographie en Condroz, 2009
- Biennale internationale de la Photographie et des Arts visuels de Liège, 2012
- BredaPhoto, 2012
- Rivages, Stieglitz 19, 2014
- Ask The Dusk, Fotomuseum Den Haag, 2017[6]
- Ecce Homo (kunstparcours in Antwerpen), 2017
- Come Dawn To Us, Botanique, 2017